# Eleotris amblyopsis
Eleotris amblyopsis är en fiskart som först beskrevs av Cope, 1871.  Eleotris amblyopsis ingår i släktet Eleotris och familjen Eleotridae. Inga underarter finns listade i Catalogue of Life.